# Skokan skřehotavý
Skokan skřehotavý (Pelophylax ridibundus, dříve také Rana ridibunda) je středně velký obojživelník z čeledi skokanovití.

## Popis
Skokan skřehotavý je štíhlý obojživelník s poměrně malou hlavou a zakulaceným čenichem. Zadní končetiny má výrazně delší než přední, což mu umožňuje skákat na poměrně velké vzdálenosti.
Samci jsou velcí obvykle 12 cm, samice mohou dosáhnout i délky téměř 20 cm. Zbarvení je velice variabilní, pohybuje se od tmavě zelené po hnědou nebo šedou, někteří jedinci mají na hřbetě a končetinách také jemné zelené proužkování. Jedinci ze středoevropské populace jsou obecně světle až tmavě zelení se světlejší hlavou a černým proužkováním na končetinách. Svým vzezřením se podobá skokanu zelenému a krátkonohému, ale je větší.

## Rozšíření
Skokan skřehotavý se vyskytuje v západní, střední, severní a východní Evropě a ve východní, severní, střední a západní Asii. Jako nepůvodní druh žije v Belgii, Číně, Kazachstánu, Rusku, Saúdské Arábii, Španělsku, Švýcarsku a ve Spojeném království. V České republice se jedná o kriticky ohrožený druh.
Žije ponejvíce v blízkosti pomalu tekoucích i stojatých vodách převážně v nižších polohách, nicméně maximální nadmořská výška výskytu je 2500 m. Preferuje vody o teplotě přibližně 15 °C. Je to stanovištní oportunista – může být nalezen ve smíšených či opadavých lesích, stepích i lesostepích, dokonce i v pouštních a polopouštních oblastech – zde však jen poblíž vodních zdrojů.

## Chování
Skokan skřehotavý je aktivní ve dne. Ozývá se výrazným „gre ke ke ke kek“.
Živí se vodním hmyzem, pavoukovci, členovci a měkkýši, větší jedinci mohou pozřít také menší myš, mloka nebo rybu.
Samice klade do porostu vodních rostlin až 6000 vajíček, z kterých se zhruba po 10 dnech líhnou larvy označované jako pulci. Pulci skokana skřehotavého jsou dlouzí 8–11 mm, zpočátku dýchají žábrami a mají pouze ocásek, který jim během vývoje odpadá. Pohlavně dospívají ve 3. roce života a ve volné přírodě se průměrně dožívají 5–10 let.